# Василівська сільська рада (Сокирянський район)
Васи́лівська сільська́ ра́да — адміністративно-територіальна одиниця та орган місцевого самоврядування в Сокирянському районі Чернівецької області. Адміністративний центр — село Василівка .

## Загальні відомості
- Населення ради: 1 644 особи (станом на 2001 рік)

## Населені пункти
Сільській раді були підпорядковані населені пункти:
- с. Василівка
- с. Розкопинці

## Склад ради
Рада складалася з 16 депутатів та голови.
- Голова ради: Зелений Анатолій Васильович
- Секретар ради: Біжан Катерина Степанівна

### Керівний склад попередніх скликань
| Прізвище, ім'я, по батькові | Основні відомості                                                 | Дата обрання | Дата звільнення |
| --------------------------- | ----------------------------------------------------------------- | ------------ | --------------- |
| Зелений Анатолій Васильович | Сільський голова, 1967 року народження, освіта вища, безпартійний | 26.03.2006   | 31.10.2010      |
| Зелений Анатолій Васильович | Сільський голова, 1967 року народження, освіта вища, безпартійний | 31.10.2010   |                 |

Примітка: таблиця складена за даними сайту Верховної Ради України

### Депутати
За результатами місцевих виборів 2010 року депутатами ради стали:

#### За суб'єктами висування
| Суб'єкт висування                                       | Кількість обраних депутатів | %  |
| ------------------------------------------------------- | --------------------------- | -- |
| Самовисування                                           | 12                          | 75 |
| Політична партія Всеукраїнське об'єднання «Батьківщина» | 4                           | 25 |

#### За округами
| № округу                                                | Прізвище, ім'я, по батькові | Дата визнання обраним | Освіта  | Партійна приналежність                        | Відомості про обраного депутата                                     |
| ------------------------------------------------------- | --------------------------- | --------------------- | ------- | --------------------------------------------- | ------------------------------------------------------------------- |
| Політична партія Всеукраїнське об'єднання «Батьківщина» |                             |                       |         |                                               |                                                                     |
| 1                                                       | Лулаш Володимир Миколайович | 02.11.2010            | середня | член Всеукраїнського об'єднання «Батьківщина» | Сокирянське УТМР, єгер                                              |
| 2                                                       | Кучерявий Василь Андрійович | 02.11.2010            | середня | член Всеукраїнського об'єднання «Батьківщина» | ТОВ "Василівське ", водій                                           |
| 7                                                       | Данілов Василь Миколайович  | 02.11.2010            | середня | член Всеукраїнського об'єднання «Батьківщина» | ППЧ-32 м. Новодністровськ, водій                                    |
| 12                                                      | Гончар Микола Васильович    | 02.11.2010            | вища    | член Всеукраїнського об'єднання «Батьківщина» | ФП с. Василівка (Вас. Яр), завідувач                                |
| Самовисування                                           |                             |                       |         |                                               |                                                                     |
| 3                                                       | Мельник Василь Іванович     | 02.11.2010            | вища    | член Партії регіонів                          | ТОВ "Василівське ", механік тракторної бригади                      |
| 4                                                       | Глушко Віта Вікторівна      | 02.11.2010            | середня | позапартійна                                  | Відділення зв'язку с. Василівка, начальник                          |
| 5                                                       | Дудник Юлія Миколаївна      | 02.11.2010            | вища    | позапартійна                                  | Василівська сільська рада, спеціаліст з питань соцзахисту населення |
| 6                                                       | Кушнір Олена Іванівна       | 02.11.2010            | вища    | позапартійна                                  | Василівська загальноосвітня школа І-ІІІ ст., вчитель                |
| 8                                                       | Кримняк Надія Степанівна    | 02.11.2010            | вища    | позапартійна                                  | Василівська сільська рада, головний бухгалтер                       |
| 9                                                       | Біжан Катерина Степанівна   | 02.11.2010            | вища    | позапартійна                                  | Василівська сільська рада, секретар ради                            |
| 10                                                      | Коваль Ігор Іванович        | 02.11.2010            | вища    | позапартійний                                 | Відомча воєнізована охорона м. Новодністровськ, начальник           |
| 11                                                      | Івасюк Олег Іванович        | 02.11.2010            | вища    | позапартійний                                 | Будинок культури с. Василівка, художній керівник                    |
| 13                                                      | Грищук Володимир Семенович  | 02.11.2010            | середня | позапартійний                                 | тимчасово не працює                                                 |
| 14                                                      | Кремняк Іван Миколайович    | 02.11.2010            | вища    | член Партії регіонів                          | пенсіонер                                                           |
| 15                                                      | Госик Катерина Іванівна     | 02.11.2010            | середня | член Політичної партії «Наша Україна»         | ТОВ «Зелена нива» с. Василівка, головний бухгалтер                  |
| 16                                                      | Коваль Іван Васильович      | 02.11.2010            | вища    | позапартійний                                 | пенсіонер                                                           |